# Gare de Mulhouse-Dornach
Gare de Mulhouse-Hasenrain – przystanek kolejowy w Miluzie, w departamencie Górny Ren, w regionie Grand Est, we Francji. Jest zarządzany przez SNCF (budynek dworca) i przez RFF (infrastruktura). 
Przystanek jest obsługiwany przez pociągi TER Alsace

## Położenie
Znajduje się na linii Strasburg – Bazylea, w km 105,129, między stacjami Lutterbach i Mulhouse-Ville, na wysokości 246 m n.p.m.

## Historia
Przystanek został otwarty 15 sierpnia 1841, przez Compagnie du chemin de fer de Strasbourg à Bâle.

## Linie kolejowe
- Strasburg – Bazylea[potrzebny przypis]